# La Mort des innocents
 (septembre 2024).
Si vous disposez d'ouvrages ou d'articles de référence ou si vous connaissez des sites web de qualité traitant du thème abordé ici, merci de compléter l'article en donnant les références utiles à sa vérifiabilité et en les liant à la section « Notes et références ».
La Mort des innocents (Batman: Death of Innocents - The Horror of Landmines) est un comics américain de Batman réalisé par Dennis O'Neil (scénario), Joe Staton (dessin) et Bill Sienkiewicz (encrage).

## Synopsis
Dans le pays fictif de Kravia, un employé de Bruce Wayne trouve la mort à cause d'une mine anti-personnelle. Sa fille qui voyageait avec lui est capturée par des rebelles. Batman part la secourir. Alors que la mission est un succès, l'enfant trouve ce qui ressemble à un yo-yo et qui est en fait une mine. Elle meurt dans les bras de Batman.

## Personnages
- Batman/Bruce Wayne

## Éditions
- 1996 : Batman: Death of Innocents : the Horror of Landmines
- 2001 : La Mort des innocents (Semic, Batman Hors Série).